# Nousseviller-lès-Bitche
Nousseviller-lès-Bitche és un municipi francès, situat al departament del Mosel·la i a la regió del Gran Est. L'any 2007 tenia 153 habitants.

## Demografia

### Població
El 2007 la població de fet de Nousseviller-lès-Bitche era de 153 persones. Hi havia 60 famílies, de les quals 12 eren unipersonals (8 homes vivint sols i 4 dones vivint soles), 28 parelles sense fills i 20 parelles amb fills.
La població ha evolucionat segons el següent gràfic:
Habitants censats

### Habitatges
El 2007 hi havia 65 habitatges, 61 eren l'habitatge principal de la família i 4 estaven desocupats. 63 eren cases i 2 eren apartaments. Dels 61 habitatges principals, 55 estaven ocupats pels seus propietaris, 3 estaven llogats i ocupats pels llogaters i 3 estaven cedits a títol gratuït; 4 tenien tres cambres, 10 en tenien quatre i 47 en tenien cinc o més. 57 habitatges disposaven pel capbaix d'una plaça de pàrquing. A 26 habitatges hi havia un automòbil i a 32 n'hi havia dos o més.

### Piràmide de població
La piràmide de població per edats i sexe el 2009 era:
| Homes | Edats   | Dones |
| ----- | ------- | ----- |
| 0     | 95 o +  | 0     |
| 0     | 90 a 94 | 0     |
| 0     | 85 a 89 | 0     |
| 0     | 80 a 84 | 0     |
| 0     | 75 a 79 | 4     |
| 8     | 70 a 74 | 16    |
| 0     | 65 a 69 | 0     |
| 0     | 60 a 64 | 0     |
| 0     | 55 a 59 | 4     |
| 8     | 50 a 54 | 4     |
| 8     | 45 a 49 | 4     |
| 4     | 40 a 44 | 4     |
| 4     | 35 a 39 | 0     |
| 8     | 30 a 34 | 12    |
| 8     | 25 a 29 | 4     |
| 0     | 20 a 24 | 4     |
| 0     | 15 a 19 | 0     |
| 4     | 10 a 14 | 8     |
| 4     | 5 a 9   | 0     |
| 8     | 0 a 4   | 4     |

## Economia
El 2007 la població en edat de treballar era de 106 persones, 79 eren actives i 27 eren inactives. De les 79 persones actives 75 estaven ocupades (44 homes i 31 dones) i 4 estaven aturades (2 homes i 2 dones). De les 27 persones inactives 12 estaven jubilades, 5 estaven estudiant i 10 estaven classificades com a «altres inactius».

### Ingressos
El 2009 a Nousseviller-lès-Bitche hi havia 64 unitats fiscals que integraven 156 persones, la mediana anual d'ingressos fiscals per persona era de 18.781 €.

### Activitats econòmiques
Dels 3  establiments que hi havia el 2007, 2 eren d'empreses alimentàries i 1 d'una entitat de l'administració pública.
L'any 2000 a Nousseviller-lès-Bitche hi havia 12 explotacions agrícoles que ocupaven un total de 430 hectàrees.

## Poblacions més properes
El següent diagrama mostra les poblacions més properes.